# Rourou
Le rourou est un cocktail réalisé à base de pastis, de sirop de fraise et d'eau.
Il ne doit pas être confondu du fait de sa couleur similaire avec la tomate réalisée avec du sirop de grenadine.

## Préparation
Le pastis et le sirop de fraise sont versés dans un verre. L'eau est ajoutée dans un volume environ cinq fois supérieur au mélange précédent. Les glaçons sont ajoutés à la fin au moment du service.